# Megastachya mucronata
Megastachya mucronata là một loài thực vật có hoa trong họ Hòa thảo. Loài này được (Poir.) P.Beauv. mô tả khoa học đầu tiên năm 1812.